# Агрономічний аналіз
Агрономі́чний ана́ліз — сукупність методів дослідження рослин, ґрунтів, добрив, отрутохімікатів і продуктів с. г.

## Призначення
За допомогою аналізу рослин визначають якість рослинницької продукції (кормів, техніч. сировини тощо), а також вміст у рослинах певних речовин, їхню динаміку і перетворення. 
Аналіз ґрунту допомагає встановити потребу господарства в добривах і намітити заходи подальшого поліпшення родючості ґрунту і підвищення врожайності с.-г. культур. Аналіз добрив, отрутохімікатів провадять з метою встановити відповідність їх стандартові. 

## Методи
А. а. в сільському господарстві провадять спеціальні лабораторії, використовуючи хім., фізичні, фізико-хім., механічні, біологічні та інші методи дослідження.